# Prins Richard (Schiff)
Die Prins Richard ist eine kombinierte RoRo- und Eisenbahnfähre der Scandlines Danmark, die seit 1997 auf der Vogelfluglinie eingesetzt wird.

## Geschichte
Die völlig neu entwickelte Doppelendfähre wurde im März 1996 bei der Ørskov Christensen Staalskibsværft A/S in Frederikshavn in Auftrag gegeben und lief am 20. Dezember 1996 vom Stapel. Am 7. Mai 1997 wurde die Prins Richard in Frederikshavn getauft und am 22. Mai 1997 an die Scandlines A/S übergeben.
Am 6. Juni 1997 wurde die Prins Richard in Dienst gestellt und nahm ihren fahrplanmäßigen Dienst zwischen dem Fährbahnhof Puttgarden und Rødby Færge auf. Die Fahrzeit beträgt in beiden Richtungen jeweils 45 Minuten, weil die Doppelendfähre die vorher üblichen Wendemanöver nicht mehr fahren muss.
Am 19. Juni 2001 kollidierte die Prins Richard beim Einlaufen in den Fährhafen von Puttgarden mit der Ostmole. Es wurde eine Person leicht verletzt; am Schiff und der Hafenmole entstand erheblicher Sachschaden.
Vom 31. März bis zum 16. April 2008 wurden, während die Prins Richard bei Blohm + Voss eingedockt war, zur Verringerung des Treibstoffverbrauchs Strömungsbleche im Propellerbereich angebracht.

## Schwesterschiff
Die Prinsesse Benedikte ist das Schwesterschiff der Prins Richard. Die beiden Schiffe sind nach dem Prinzenpaar Richard zu Sayn-Wittgenstein-Berleburg und Benedikte von Dänemark benannt, die am 3. Februar 1968 heirateten.
Die ebenfalls 1997 in Dienst gestellten Neubauten der Scandlines Deutschland GmbH, die Deutschland und Schleswig-Holstein haben nahezu gleiche Hauptparameter, weisen jedoch Unterschiede im Design und in der Gestaltung des Fahrgastbereiches auf.

## Umweltfreundliche Technologien
Im Zeitraum 2013–2014 wurde auf allen vier Fährschiffen der Vogelfluglinie (Prins Richard, Prinsesse Benedikte, Deutschland und Schleswig-Holstein) umweltfreundliche Technologien eingebaut. Ein neuer Hybridantrieb kombiniert Verbrennungsmotor und Elektroantrieb, wobei überschüssige Energie in Batterien gespeichert wird. Nach Angaben der Reederei können auf diese Weise bis zu 15 Prozent der CO2-Emissionen eingespart werden. Zusätzlich wurden Gaswäscher zur Abgasreinigung eingebaut.